# 六一惨案
六一惨案是1947年中华民国学生运动期间，军警到国立武汉大学校园内抓捕中共及民盟人士时发生的枪击学生事件，这也是武大历史上第二个“六一惨案”。

## 背景
1946年，第二次国共内战全面展开，随着内战的升级和加剧，在中共地下党领导下，爆發了“反饥饿，反内战”的学生运动。
1947年5月20日，京沪苏杭学生6,000余人在南京高举“京沪苏杭十六所专科以上学校学生挽救教育危机联合大游行”的旗帜，举行联合示威游行，向南京国民政府行政院提出增加伙食费及全国教育经费等五项要求，遭到军警镇压，重伤31人，轻伤90余人，被捕20余人，是為五二〇运动。
1947年5月22日，由国立武汉大学发起，武昌大中学校学生联合举行了“反饥饿、反内战、反迫害”示威游行，声援南京学生，抗议南京国民政府維持治安過當。当天清早，武大1,700余名学生列队前往武昌，准备会合各兄弟院校学生渡江到汉口游行并赴武汉行辕请愿。但湖北省政府已下令封闭了所有渡口，于是游行队伍返回到彭刘杨路向湖北省政府请愿。请愿队伍冲进湖北省政府后，占领了除湖北省财政厅外其余各厅局办公室，捣毁部分办公室，砸毁蒋介石画像，将财政厅、教育厅的牌子涂改为“刮民厅”、“愚民厅”，将漫画、标语贴满墙壁。下午4点，游行队伍返回学校。此次事件引起了武汉当局的极大恐慌。
5月28日至31日晚，武大举行反内战、争温饱的时事座谈会和文艺晚会，金克木等知名教师慨然前往讲演，学生也演出了《茶馆小调》、《凯旋》等节目，以巧妙的方式諷刺政府身陷内战泥淖、忽略民生行径。会上约定，响应华北学联提出的定于6月2日举行的全国各大城市学生大游行。

## 序曲
5月19日，北京大学院系联合会定6月2日为“反内战日”，届时全国大学生游行、工人罢工、商人罢市；此事引起南京国民政府关切，事前采取防范措施。中共担心此事会暴露地下党实力，另因此活动并非中共发起，所以中共在北平动员学生仅罢课、不游行；但武汉方面未及通知，来不及取消游行。时中共武汉地下党负责人曾惇、吴仲炎回忆，地下党计划取消游行，但群众已经发动，来不及取消。因游行势在必行，国民政府武汉警备司令部担心武汉市政府再遭冲击，故采取相应措施，5月28日制定逮捕中共地下党名单，5月31日夜由警卫部队开赴武汉大学、华中大学缉捕中共地下党。

## 经过

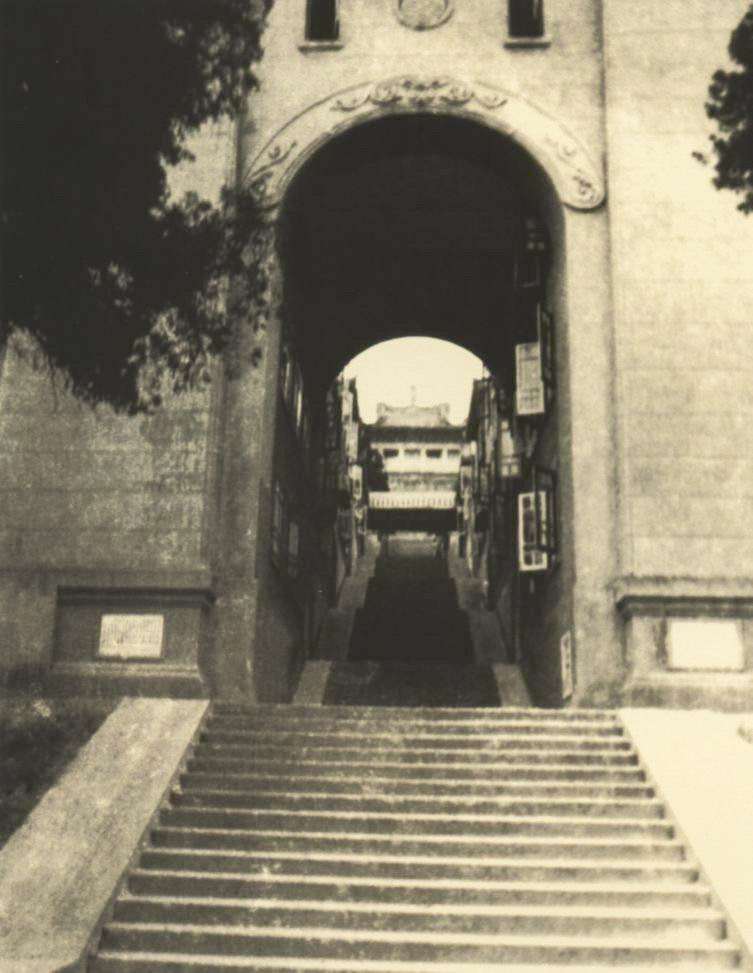
惨案现场之一的老斋舍

因中共地下党煽动学潮，武汉警备司令部多次举行秘密会议，于5月28日审定了逮捕中共地下党师生的黑名单，31日晚部署了具体行动计划，企图将中共师生头目一网打尽。6月1日凌晨3时，武汉行辕和武汉警备司令部，纠集第71旅、82旅、宪兵12团、汉口警察总署、武昌警察总署及警备司令部稽查一处的军、警、宪、特两千人分乘8辆汽车，全副武装包围了武大。一部分兵力在通往学校的要道路口街道口、杨家湾、洪山、农学院、东湖边等地秘密布防，三步一岗，五步一哨。一部分兵力直接包围男、女生宿舍和教员住宅，并在制高点架设机枪、迫击炮。武装军警在蒙着面罩的特务学生何钊带领下，手持黑名单逐室搜捕中共党籍师生，并装上警车准备带走。学生与军警展开说理斗争无效，到早晨6时，天、地、元、黄字斋的学生首先冲出铁门，营救学友。汽车被一百多学生围住，后司机被强行拉下，玻璃和方向盘被砸，车底的油路、电路也被破坏；更有学生抢夺宪兵枪支。突然，一颗信号弹升起，遍布宿舍周围的军警一起用轻重机枪、步枪、手榴弹和迫击炮等武器，向手无寸铁的学生开始血腥屠杀。学生们仆伏在地上，高喊“中国人不打中国人”。顿时，珞珈山上硝烟弥漫，学士路（今樱园路）上弹痕累累。这次惨案中，军警使用了国际上禁止使用的达姆弹，枪杀学生黄鸣岗、王志德、陈如丰3人，重伤3人，轻伤16人，逮捕师生员工24人，其中有教授缪朗山（外文系）、朱君允（中文系）、金克木（哲学系）、梁园东（历史系）、刘颖（工学院）等5人，助教1人，高级职员1人，学生17人。制造了震惊全国的“六一惨案”。事后，武汉当局封锁新闻，而且还捏造事实，诬蔑武大学生私藏军火，企图暴动。
- 黄鸣岗，湖北枝江县江口镇百新里人，历史学系学生，25岁。其时患疟疾卧床，闻枪声而起。被达姆弹射入腋下，倒地痛极呼母而绝。直到入殓时还张着嘴巴和眼睛，后20日被家人迎丧以归。
- 王志德，江苏武进人，土木工程学系一年级学生，19岁。在营救最后一车被捕同学时，因军警突然开枪，伏卧于宇日二斋间石级上，抬头环顾间，即被一弹命中太阳穴，且鼻梁又伤两处，葬校侧张家山之北。
- 陈如丰，台湾台南新营人，政治学系一年级学生，22岁。其时刚取完水自锅炉房走出，军警开枪时立即退回原处，枪声稍止，他乘机跑回宿舍途中，子弹从左颅骨射入而亡，葬校侧张家山之北。他也是最早来武汉读大学的台湾人，是台湾公派赴大陆学习的大学生之一。

## 官方调查
事件发生第二天，国民政府教育部次长杭立武飞往武汉调查事件。深夜，杭立武连夜前往武大宿舍观看枪弹痕迹，访问受伤学生，并参加全体教授谈话会。最后杭立武起草的调查报告称：
当日情形，各方报告大致相同。惟警备司令部声称，曾于事前要求校方交出共党民盟分子，未获结果。但据刘代校长秉麟及负责教职员坚称未有任何书面及口头通知。又警备部称学生有放枪者，但武大学生均称仅有学生数人抢夺一宪兵之枪支，掷入沟中，学生并无持武器者。综合调查所得，深觉此事之严重，实较想象者为甚。执行命令之士兵，既为正规军队，其布置亦系战斗准备。校舍墙壁门窗台阶马路，随处俱有子弹痕迹。
因此，杭立武与湖北省主席程潜协商处理办法如下：
1. 四日上午立即释放所有被捕学生和教职工。
2. 五日惩处直接负责长官胡孝杨、陈书鸿、解洪业、张文堂等四人，拨款两亿元给死伤学生。

最后，国民政府在学生的进一步要求下，由国府主席决定罢免武汉警备司令彭善职务。
汉口市参议会议长张澜川、汉口市总工会理事长张恩泽等联名向行政院陈明经过：
六月一日，武汉大学发生不幸事件，起因系由军警奉令前往该校逮捕共党分子，装运三汽车，两车已行，第三车尚停在校门口，正撤去警戒之时，学生数百人蜂拥而出，先将汽车打坏，殴伤宪兵、连长等，劫回二十六人，遂致冲突鸣枪，死学生三人。此案发生，原系执行命令军警未能沉着应付，演成惨案，贻人口实。

国民政府认为武汉当局处置不当，6月9日，蒋中正在中央党部总理纪念周说明政府处理学潮之方针时，曾认定武汉治安当局以“武装军警”进入大学为“不恪守政府命令”、“擅自行动”。同日，行政院长张群致电武汉大学教授联合会称：
武汉治安主管，执行失当，指挥无方，致学生竟有伤亡，遗憾至深，轸悼尤切。主席对于负责主管业已明令惩处，至对死伤学生亦经分别抚恤医治。所幸各教授先生领导有方，同学顾全大局，良深赞佩。政府爱护学生，尊重教育，无改初衷，对于负责官吏业已惩办；尚祈共体时艰，恢复学业，是所佞幸。
武汉当局接到行政院电报后，回电“传达命令之行辕及警备部主管人事，先曾严密叮嘱军警，在执行任务时，无论遇何阻碍，不得鸣枪；是此案之发生误在执行之军警，即行辕警备部亦非始料所及”。
《国立武汉大学致国民参政会之陈情书》公布校方调查称，遇害三名学生陈如丰、王志德、黄鸣岗均属不在现场，而被鸣枪示警之子弹误杀，在现场阻挡并砸毁军车之同学并未有伤亡。

## 结果

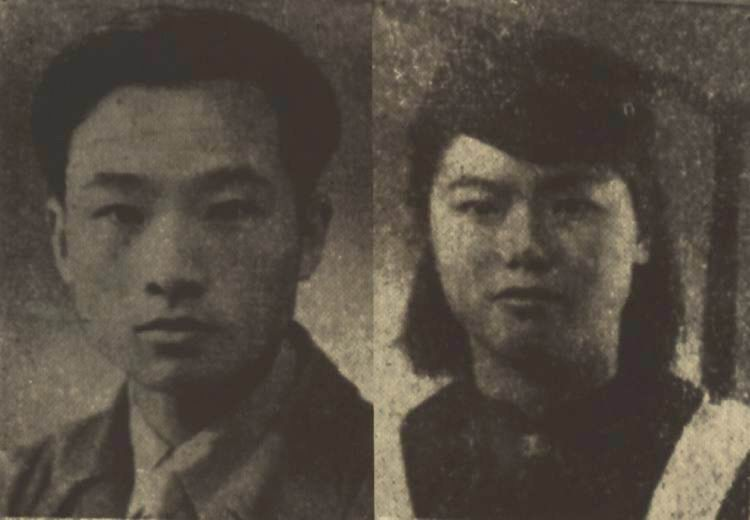
王尔杰和赵萌兰

惨案成为中共武汉地下党向国民政府发动舆论攻势的有力武器，惨案发生当天，武汉市中共地下党组织即派徐远、刘实、陈克东等人到武大了解情况，传达市工委对惨案的处理意见。武大学运核心组织负责人王尔杰、赵萌兰、夏雨亭等根据市工委意见，决定从各进步团体抽出骨干，建立秘密的临时领导机构。此外，以学生自治会出面公开成立“武汉大学学生自治会‘六一’惨案处理委员会”。国立武汉大学六一屠杀惨案处理委员会还印制了《“六一”屠杀惨案真相》，并组织了武汉大学赴京控诉代表团，通过各种渠道，将惨案真相传遍全国。美国旧金山电台也将惨案真相向全世界播发。
由于中共地下党的宣传鼓动，各界纷纷声援，6月2日，武大学生自治会、教授会和讲助会都分别发表宣言，抗议反动当局的暴行。并在《全体学生为“六一”屠杀惨案宣言》中提出四项最低要求：
1. 撤办武汉行辕主任程潜，枪决警备司令彭善及肇事凶手。
2. 立即释放本校及武汉各校被捕教授、学生及工友。
3. 公葬死难同学，政府负担一切费用；优恤死难同学家属并赔偿本校六一惨案全部损失（包括受伤同学、被捕师生一切物质及精神之损失）。
4. 切实保障人权，并保证以后绝不派遣军警或特务迳入学校非法捕人。

6月2日上午10时，华中大学、湖北省立农学院、湖北省立医学院等校学生，不顾军警威胁，一队队佩带白花、抬着花圈来到武大吊唁和慰问。下午4时，武大师生两千人的迎灵行列自工学院（今行政楼）将死难三烈士的遗体，经理学院、老斋舍移送至体育馆灵堂入殡。入殓典礼由代校长刘秉麟主祭，并即席简短致辞。
- 门首的挽联：

捕教授杀学生，四项诺言，无非是骗术；
求和平争民主，一条血路，齐心慰英魂。
- 灵堂前的挽联：

凶手查凶手，凶手自唱自和，无耻；
同学哭同学，同学流血流泪，伤心。
- 武大全体学生敬献的挽联：

那边高谈人权，这边捕杀青年，好一部新宪法，吓诈欺敲，杀、杀、杀，自由哄人，民主哄鬼；
只准大打内战，不准呼吁和平，看三位亲兄弟，牺牲惨痛，惨、惨、惨，万方同哭，薄海同悲。
- 清华大学学生自治会敬献的挽联：

机枪扫射，军警包围，珞珈山竟成屠场，请看遍地鲜血，四项诺言何去？
四海同胞，人神共愤，清华园遥祭英魂，谨献一瓣心血，亿万青年继后来。
- 武大南京校友会敬献的挽联：

囚教授，杀学生，枪杆横行，说什么爱护学府，奖掖文教；
哀法治，哭民主，文章无用，还是要坚强振作，奋力争生。
- 缪朗山教授敬献的挽联：

黑夜正浓闲话和平皆有罪，
黎明未起暮然觉醒竟捐生。
- 珞珈山小贩敬献的挽联：

你们大学生尚被捕杀，
我等老百姓何堪生存。
- 挽歌：

东湖在鸣（呜）咽，珞珈山为你哭泣，苦难的人民，站在你的灵前伤悲，民主变成了泡影，自由已躺在心里，和平成了祭坛的牺牲，统一变成了屠杀的信号；只要战争，不要和平！只要屠杀，不要人民！无言的愤怒，无声的呼号，一人倒下，万人站起！安息吧，战士！为民主而死，为民主而生！安息吧，兄弟们！安息吧，战士们！
- 悼歌：

战士的血，结成了自由之死，勇者的生命孕育了民主的幼芽。死去的同学，光荣属于你们；活着的我们，未了的责任更大。起来，有良心的人们，有正义的人们，让我们团结起来，死和监牢吓不了我们。我们要以海洋深的仇恨，火样热的战斗作为对反动派的回答。

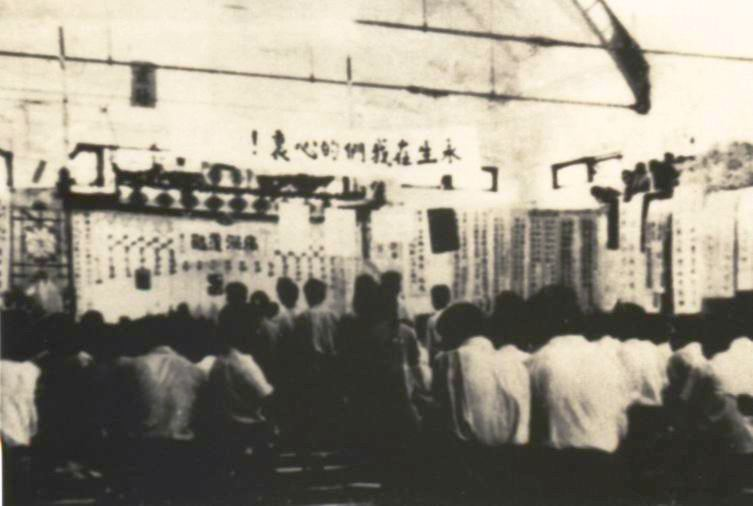
体育馆灵堂

武汉各大中学校学生和市民主动前来吊唁的队伍络绎不绝，华北学联为声援武大决定罢课3天。清华、北大两校反饥饿反内战委员会组织罢课，并设祭坛遥祭武大死难三烈士。中央大学、金陵大学等校也举行了追悼会。（上海）交通大学、同济大学、暨南大学、上海医学院、社教学院、北平交通大学、唐山交通大学、武大上海校友会、武大自贡校友会都纷纷来电慰问和声援。来自台湾台南的林慧庆代表武大台湾同学会发表《悼陈如丰君》，上海台湾同学会和台湾教育厅也发来唁电。以哲学系主任万卓恒教授为主席的武汉大学教授会代表全校师生员工多次致电蒋介石、南京国民政府行政院和教育部，由于此事在国内引起强烈公愤，蒋介石恐怕事态进一步扩大，两次给武大教授会万主席回电，被迫撤销了武汉警备司令彭善的职务。6月4日，国民政府迫于政治与社会压力，释放了被捕师生。
蒋中正在追悼会上赠送挽联，学生在挽联上面写“猫哭老鼠”。
6月16日，清华大学在大礼堂举行追悼会。在三具令人惨不忍睹的尸体画像两边有一副对联：“主子提供达姆弹，奴才充当刽子手。”上边的横批字体格外巨大：“党国所赐”。祭坛两侧的墙壁上，挂满了许多学生社团撰写的挽联：
- 屠夫断头日，烈士含笑时。
- 血，洗清眼睛；血，照亮大路；血，教训未死；血，灌溉方生。
- 又是一笔血债，留待一起清算！
- 死了的，安息吧；伤了的，仇恨在生根。活着的，战斗在继续！让血，清算血债！让死亡，迎接新生！

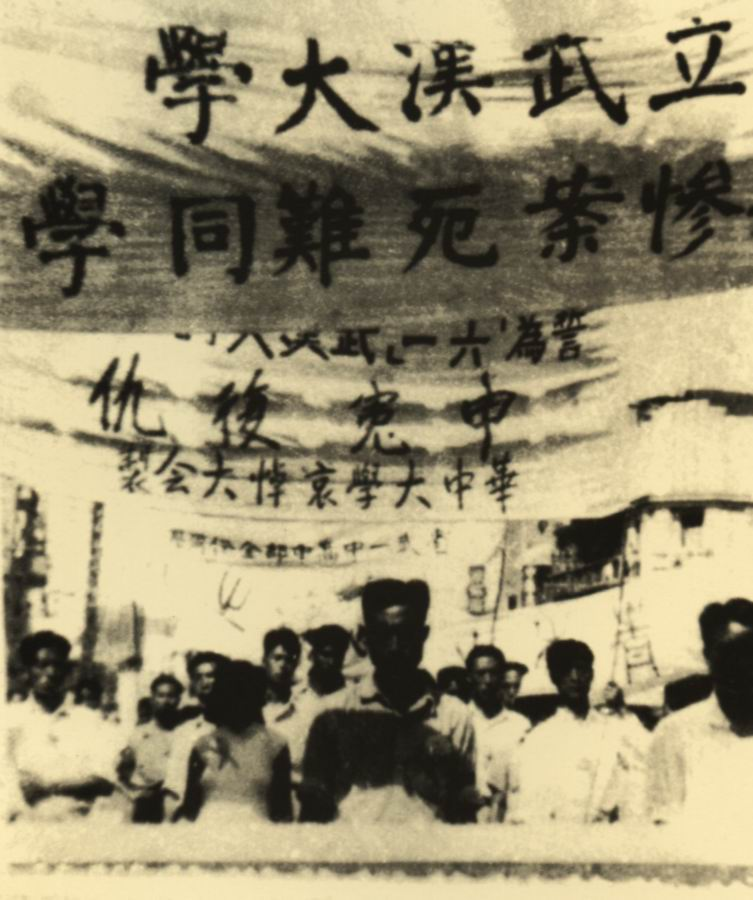
为抗议当局制造惨案而游行

6月22日，武汉大学举行追悼六一惨案死难烈士大会。次日为死难者出殡，在武昌、汉口市区抬棺游行。三烈士安葬在张家山，1955年因张家山新建大学故将灵中的遗骨取出在宝塔寺火化后，移送武汉九峰山石门峰安葬。
事后，曾在此次事件中遭搜捕及受影响的武大师生各自避难。例如，外文系教授缪朗山便由吴宓教授以外文系主任的身份保全，随后吴宓亲自护送缪朗山到机场乘飞机赴香港避难。
中华人民共和国成立后，1951年4月16日，制造六一惨案的主犯牛俊彬、郝钊、王裕昆、胡挥血、杨汉颐等11人被执行死刑。

## 纪念
1947年6月4日，武汉大学“六一”惨案善后委员会召开联席会议，决定在校内建筑一座“六一纪念亭”，将三位同学殉难经过刻写成碑文，并烧制瓷像（或铜质浮雕），以保永久性纪念，11月建成。亭中立有一块石制纪念碑，碑正面的碑记和背面的死难三生传是由时任中文系讲师、35岁的李健章（五老八中之一）认为国民政府官员不懂文言文，用文言文撰写，以不使国民政府当局看出其中的悲愤之情和暗示之语。碑记拿到校务会议上传阅，稍作修改即获通过。中华人民共和国成立后，学校重修纪念亭时，根据李健章先生的要求，将碑记中当时为了避免政治风险而补加的“事既震惊海内外，而枢府旋亦绳始祸者以法”两句删去。后来，不少小学生的少先队入队仪式即在此举行。
在六一惨案原址老斋舍亦置有纪念碑，并在当年死难学生流下的血迹处专门按血迹原状铺成红色，以示铭记。后武汉市政府划定六一惨案遗址保护范围：遗址以图书馆和男生寄宿舍以及宿舍前道路为保护范围；纪念亭以台基四周20米为保护范围。2001年，纪念亭随武汉大学早期建筑成为全国重点文物保护单位。
武大教授沈祖棻在事后怀着愤激之情写下了一首《鹧鸪天》： 
惊见戈矛逼讲筵，青山碧血夜如年。何须文字方成狱，始信头颅不值钱。
愁偶语，泣残编。难从故纸觅桃源。无端留命供刀俎，真悔懵腾盼凯旋。
进步师生于1948年5月自发地创办了“六一图书馆”，馆藏各类进步图书近万册，均为师生自动捐助。学生推选历史学家梁园东教授兼任“六一图书馆”馆长。1951年11月，“六一图书馆”的藏书归并到武汉大学图书馆。
陈如丰的弟弟陈英武于1992年清明期间，与其兄妹一道来到武汉为陈如丰烈士扫墓，全家捐资设立了武汉大学陈如丰奖学金。

## 其他
1919年5月9日，国立武昌高师学生率先响应和声援五四运动，武昌各校学生齐集中华大学，决定以武昌学生团的名义，声援北京学生的爱国行动，公推恽代英草拟《武昌学生团宣言书》。6月1日，王占元派军警封锁各校。下午1时，各校学生冲破封锁，举行声势浩大的游行示威。军警残酷镇压并逮捕学生数十人，殴伤武昌高师学生陈开泰、吴序宾等十余人，制造了轰动全国的“六一惨案”，这也是武大历史上第一个“六一惨案”。6月13日，闻北京被捕学生获释，曹汝霖、章宗祥、陆宗舆免职，于是释放了武汉“六一惨案”中被捕学生，警务处长崔振魁被迫辞职，保安队长被撤职查办，三镇商户全部开市。

## 延伸阅读
- 宋镜明，武汉大学“六一”惨案中的台湾同胞，武汉大学学报(人文科学版)2003年第3期
- 《六一屠杀惨案特刊》，中华民国三十六年六月十五日
- 《六一死难烈士追悼特刊》，中华民国三十六年六月二十二日
- 齊邦媛，巨流河，天下遠見出版股份有限公司，2009年